# Интернет в Болгарии
Интерне́т в Болга́рии широко распространен — по результатам официальной переписи населения в 2011 году, в 54,1 % из домах в городах и в 18,1 % в селах есть персональные компьютеры, а в 51,4 % и 16,4 % — доступ к Интернет.
С 2009 года Республика Болгария развивает на государственном уровне свою «Национальную стратегию развития широкополосного доступа». Национальный домен верхнего уровня Болгарии — .bg зарегистрирован в 1991 году.

## История Интернета в Болгарии
В середине 1980-х годов в социалистической Болгарии разрабатывался проект «объединённой сети вычислительных ресурсов» ОМИР, призванный создать сеть передачи данных на базе компьютеров, имевшихся в научных и промышленных организациях (в СССР в то же время создавался аналогичный проект «Академсеть»).
Первые BBS заработали в Болгарии в 1990 году (несколько месяцев после 10 ноября 1989 года — день ухода БКП от власти) — «Данбо BBS Варна (2:359/1)», «Микроком (2:359/101)» и другие. В начале 1990-х гг. в Болгарии использовалось около 2,4 тыс. модемов. Первым коммерческим интернет-провайдером в Болгарии были «Цифровые системы — Варна». Он начал предлагать интернет-услуги своим абонентам в 1991 году, связь осуществлялась через EUnet.
Началом использования электронной почты в Болгарии считается 1992 год. Тогда в библиотеке города Варна был открыт первый общественный мейл-сервер, через который свободно пересылались электронные сообщения. Первая официально объявленная хакерская атака произошла в Болгарии в 1993 году, она расстроила работу систем «MicroCom BBS».

## Интернет-законодательство в Болгарии
Общественные и государственные вопросы, касающиеся Интернета в Болгарии решаются в Министерстве транспорта, информационных технологий и сообщений. Работа государственной администрации с электронными документами, оказание административных услуг для населения электронным путём и электронный документооборот между государственными ведомствами регулируются «Законом об электронном управлении». Создание электронных документов и удостоверение электронной подписи регулируются «Законом о электронном документе и электронной подписи». Вопросы электронной торговли регулируются «Законом об электронной торговле».
Общественные отношения, связанные с электронными сообщениями регулируются «Законом о электронных сообщениях». Согласно данному закону интернет-провайдеры и сотовые операторы должны сохранять данные о трафике — дата, час и продолжительность связи, место, корреспондент и др. — о всех связях своих абонентов минимум один год. Судебным решением эти данные могут быть предоставлены болгарскому Государственному агентству национальной безопасности (ДАНС), болгарскому Министерству внутренних дел и болгарской Национальной службе разведки для раскрытия тяжёлых преступлений (которые караются 5 годами заключения или больше), компьютерных преступлений или для розыска лиц. Интернет-провайдеры и сотовые операторы в Болгарии не имеют права записывать информацию, которой обмениваются их абоненты, без их личного согласия.
Постановлением Совета министров Болгарии № 232/28.09.2009 г. создана Исполнительное агентство «Электронные сети сообщений и информационные системы» (болг. Изпълнителна агенция «Електронни съобщителни мрежи и информационни системи»). Агентство развивает, поддерживает и управляет электронными сетями сообщений (ЕСМ) для потребностей национальной безопасности, центральных органов государственной власти, органов областной администрации и местного самоуправления и обеспечивает передачу электронных сообщений для управления страны при стихийных бедствиях и авариях.

## Использование интернета в Болгарии
Более половины населения Болгарии использует Интернет. Проведенное в 2009 году статистическое исследование показало следующее:
| интернет-потребители | всего | пол     | пол     | возраст, лет | возраст, лет | возраст, лет | возраст, лет | возраст, лет | возраст, лет |
| интернет-потребители | всего | мужчины | женщины | 15 — 19      | 20 — 29      | 31 — 39      | 41 — 49      | 51 — 59      | 61 — 69      |
| всего                | 44,69 | 44,26   | 45,11   | 74,64        | 59,91        | 53,94        | 42,06        | 26,18        | 11,57        |
| дома                 | 35,50 | 35,37   | 35,63   | 60,16        | 48,11        | 43,88        | 34,03        | 19,01        | 7,61         |

| интернет-потребители | всего | регион          | регион              | регион           | регион       | регион           | регион        | София |
| интернет-потребители | всего | Северо-Западный | Северно-Центральный | Северо-Восточный | Юго-Западный | Южно-Центральный | Юго-Восточный | София |
| всего                | 44,69 | 35,20           | 39,68               | 48,24            | 52,45        | 36,20            | 47,38         | 56,94 |
| дома                 | 35,50 | 27,78           | 30,36               | 39,40            | 41,38        | 28,21            | 39,84         | 44,85 |

| телефонные разговоры, Skype | 45,20 | путешествия          | 23,81 |
| прослушивание музыки, MP3   | 44,23 | здоровье             | 23,44 |
| электронная почта           | 38,37 | чат                  | 22,86 |
| газеты, новости             | 38,00 | поиск работы         | 19,20 |
| загрузка музыки, МР3        | 36,11 | интернет-телевидение | 18,92 |
| поисковые системы           | 31,94 | онлайн игры          | 17,95 |
| другие                      | 28,27 | интернет-радио       | 17,85 |
| прогнозы погоды             | 25,09 | on-line Directories  | 17,29 |
| спорт                       | 24,22 | эротика              | 11,74 |